# Кишечная палочка
Кише́чная па́лочка (лат. Escherichia coli) — вид грамотрицательных палочковидных бактерий, широко распространённых в нижней части кишечника теплокровных животных. Большинство штаммов E. coli являются безвредными, однако серотип O157:H7 может вызывать тяжёлые пищевые отравления у людей и животных. Безвредные штаммы являются частью нормальной флоры кишечника человека и животных. Кишечная палочка приносит пользу организму хозяина, например, синтезируя витамин K, а также предотвращая развитие патогенных микроорганизмов в кишечнике.
E. coli не всегда обитают только в желудочно-кишечном тракте, способность некоторое время выживать в окружающей среде делает их важным индикатором для исследования образцов на наличие фекальных загрязнений. Бактерии легко могут быть выращены в лабораторных условиях, поэтому кишечная палочка играет важную роль в генетических исследованиях. E. coli является одним из самых изученных прокариотических микроорганизмов и одним из самых важных объектов биотехнологии и микробиологии.
E. coli была описана немецким педиатром и бактериологом Теодором Эшерихом в 1885 году. В настоящее время кишечную палочку относят к роду эшерихий (Escherichia), названному в честь Теодора Эшериха семейства энтеробактерий.

## Штаммы

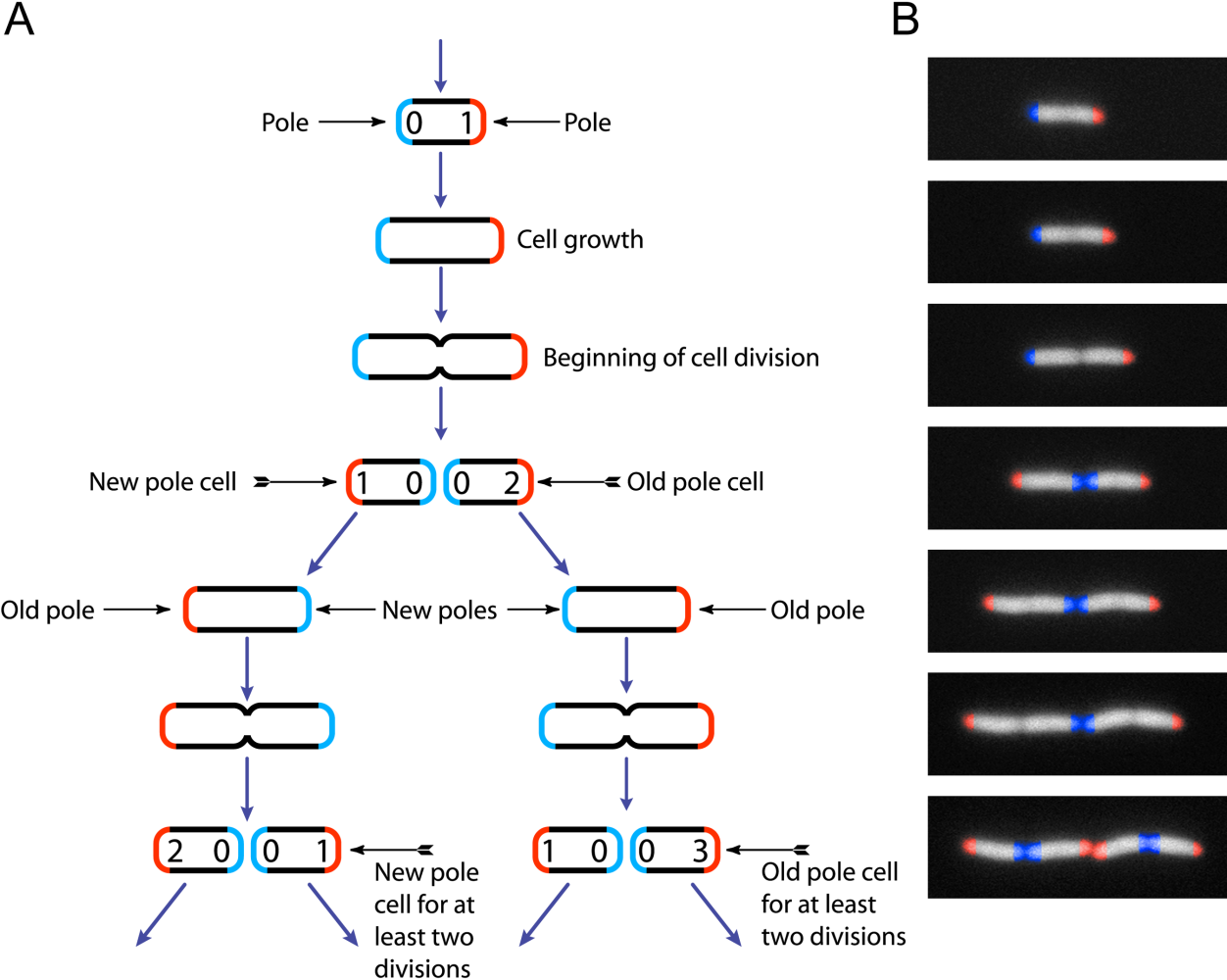
Модель последовательного бинарного деления E. coli

Штамм — это совокупность особей внутри вида, которая обладает свойствами, отличными от свойств других особей. Часто такие отличия могут быть обнаружены только на молекулярном уровне, однако имеют эффект на физиологию бактерии или жизненный цикл. Разные штаммы E. coli часто специфичны к определённым хозяевам, что делает возможным определение источника фекального заражения в образцах. Например, если известно, какие штаммы E. coli представлены в образце воды, можно определить источник заражения, например, человек, другое млекопитающее или птица.
Новые штаммы E. coli появляются в результате мутаций и горизонтального переноса генов. Некоторые штаммы вырабатывают особенности, губительные для организмов хозяина, такие вирулентные штаммы могут вызывать диарею, что неприятно в случае взрослых и может привести к летальному исходу у детей в развивающихся странах. Более вирулентные штаммы, например, O157:H7 вызывают тяжёлые заболевания и даже приводят к смерти у пожилых людей, маленьких детей и лиц с ослабленным иммунитетом.

## Биология и биохимия
E. coli — грамотрицательная бактерия, факультативный анаэроб, не образует эндоспор. Клетки палочковидные, со слегка закруглёнными концами, размером 0,4—0,8 × 1—3 мкм, объём клетки составляет около 0,6—0,7 мкм³. Кишечная палочка может жить на разных субстратах. В анаэробных условиях E. coli образует в качестве продукта жизнедеятельности лактат, сукцинат, этанол, ацетат и углекислый газ. Часто при этом образуется молекулярный водород, который мешает образованию указанных выше метаболитов, поэтому E. coli часто сосуществует с микроорганизмами, потребляющими водород — например, с метаногенами или бактериями, восстанавливающими сульфат.
Оптимальный рост достигается культурами E. coli при температуре 37°C, некоторые штаммы могут делиться при температурах до 49°C. Рост может стимулироваться аэробным или анаэробным дыханием, различными парами окислителей и восстановителей, в том числе, окислением пирувата, формиата, водорода, аминокислот, а также восстановлением кислорода, нитрата, диметилсульфоксида и триметиламин N-оксида.
Штаммы, имеющие жгутики, способны передвигаться. Жгутики расположены перитрихиально. На конце жгутика расположен белок FimH, который прикрепляется к молекулам сахаров на поверхности, а сам жгутик состоит из цепочки взаимосвязанных белковых сегментов, закрученных в форме тонкой длинной пружины и упруго вытягивающихся при воздействии силы.

## Роль в нормальной микрофлоре
E. coli в норме заселяет кишечник новорождённого ребёнка в течение 40 часов после рождения, поступая с пищей или от лиц, контактирующих с ребёнком, и сохраняются на протяжении жизни на уровне 106—108 КОЕ/г содержимого толстой кишки. В ЖКТ кишечные палочки прилипают к слизистым оболочкам и являются основными представителями факультативных анаэробов у человека. Так как кишечные палочки не имеют бактериофагов, кодирующих факторы вирулентности, они являются комменсалами. По другим данным, микроорганизмы (в том числе E. coli) начинают заселять человеческий организм ещё в утробе матери.
Непатогенный штамм Escherichia coli Nissle 1917 известен как Mutaflor и используется в медицине в качестве пробиотика, в основном для лечения желудочно-кишечных заболеваний, в том числе у новорождённых.

## Модельный организм
E. coli часто используют в качестве модельного организма в микробиологических исследованиях. Культивируемые штаммы, например, E. coli K-12 хорошо приспособлены к росту в лабораторных условиях, и, в отличие от штаммов дикого типа, неспособны заселять кишечник. Многие лабораторные штаммы утеряли способность образовывать биологические плёнки. Описанные особенности предохраняют штаммы дикого типа от антител и химических агентов, но требуют больших затрат вещества и энергии.
В 1946 году Джошуа Ледерберг и Эдуард Тейтем описали явление конъюгации бактерий, используя кишечную палочку в качестве модельного организма. E. coli остаётся одной из наиболее востребованных бактерий при изучении конъюгации и в настоящее время. E. coli была важным компонентом первых экспериментов по генетике бактериофагов, ранние исследователи, например, Сеймор Бензер, использовали E. coli и фаг T4 для изучения структуры генов. До исследований Бензера не было известно, имеет ген линейную или разветвлённую структуру.
Кишечная палочка E. coli была одним из первых организмов, чей геном был полностью секвенирован. Последовательность нуклеотидов в геноме штамма K-12 E. coli была опубликована в журнале Science в 1997 году.
Долговременный эксперимент по эволюции E. coli был начат Ричардом Ленски в 1988 году и позволил непосредственно наблюдать эволюционные изменения в лабораторных условиях. В данном эксперименте одна популяция E. coli получила возможность аэробно метаболизировать цитрат. Такая способность встречается у E. coli в норме крайне редко. Неспособность к росту в аэробных условиях используют для того, чтобы отличить E. coli от других родственных бактерий, например, Salmonella. В ходе данного эксперимента в лабораторных условиях удалось наблюдать процесс видообразования.

## Биотехнология
E. coli играет важную роль в современной промышленной микробиологии и биологической инженерии. Работа Стенли Нормана Коэна и Герберта Бойера на E. coli с использованием плазмид и эндонуклеаз рестрикции для создания рекомбинантной ДНК находится у истоков современной биотехнологии.
Кишечную палочку считают универсальным организмом для синтеза чужеродных белков. В E. coli исследователи вводят гены при помощи плазмид, что позволяет осуществлять биосинтез белков для промышленной ферментации. Также разработаны системы для синтеза в E. coli рекомбинантных белков. Модифицированные E. coli используют при разработке вакцин, синтеза иммобилизованных ферментов и решения других задач. Однако в организме E. coli невозможно получать некоторые крупные белковые комплексы, содержащие дисульфидные связи, в частности, белки, для проявления биологической активности которых требуется посттрансляционная модификация.
- Одним из первых примеров использования технологии рекомбинантных ДНК с 1976 г. является синтез аналога инсулина человека[34] в штамме К12. Из 40 м³ клеточной культуры кишечной палочки К12 методом обращённо-фазовой хроматографии удаётся получить около 100 г чистого инсулина. Потребность мирового рынка составляет около 8 т в год.
- Гены из генома кишечной палочки также используются для генетической модификации растений, в частности из нее выделяют ген устойчивости к антибиотикам неомицину и канамицину.[35]
- Разработаны челночные векторы для Escherichia coli, а также системы с использованием транспозонов и специфических фагов для производства ацетона и 1-бутанола из синтетических гидантоинов.
- Мутантные штаммы Escherichia coli с изменённым путём регуляции биосинтеза являются основным промышленным источником L-треонина.
- Экономически выгоден синтез L-аспарагиновой кислоты клетками Escherichia coli из фумаровой кислоты в присутствии аммиака (в объёме около 10 000 т в год).
- В штаммах-суперпродуцентах Escherichia coli протекает биосинтез L-фенилаланина.
- Ферментативным гидролизом из пенициллина-G под действием иммобилизированной пенициллин-G-амидазы из Escherichia coli ежегодно получают около 40 000 т 6-APA (6-аминопенициллановой кислоты) — важнейшего продукта при получении полусинтетических пенициллинов и цефалоспоринов.
- Из Escherichia coli клонированы в геном Xanthomonas campestris гены β-галактозидазы lacZ и лактопермеазы lacY, что позволило получить штамм, использующий в производстве ксантана отходы молочной промышленности (молочную сыворотку).
- Трансформация клеток Escherichia coli плазмидами, содержащими клонированные гены из Alcaligenes latus, даёт на выходе поли-3-гидроксимасляную кислоту.
- Рекомбинантные штаммы Escherichia coli (метаболизм которых изменён внедрением гена глицерин-дегидратазы) используются при получении сополимера 1,3-пропандиола и терефталевой кислоты (производители — DuPont и Geneva Biotech).
- Методами генетической инженерии проводится гетерологическая экспрессия фрагмента белка с адгезионными свойствами, вырабатываемого мидиями Mytilus edulis, размером 25 кДа в клетках Escherichia coli. Выделенный продукт приходится обрабатывать ферментом тирозиназой из шампиньонов, который гидролизует остатки тирозина до ο-гидрокситирозина, что обеспечивает образование поперечных сшивок между полипептидными цепями.
- В рекомбинантных клетках (с усиленной активностью триптофаназы и с добавлением гена нафталиндиоксигеназы) Escherichia coli производят индиго из триптофана.
- Из термофильного микроорганизма Thermotoga maritima выделен рекомбинантный белок ксиланаза для отбеливания бумаги, который воспроизводится путём клонирования в Escherichia coli.
- С 1984 г. с использованием клеток Escherichia coli производится гормон роста человека (соматотропин) методом ферментации.
- В клетках Escherichia coli клонирован ген гемоглобина человека, и экспрессированный из них гемоглобин тщательно очищается хроматографией перед использованием в медицинских целях.
- Рекомбинантные штаммы Escherichia coli, которые продуцируют сывороточный альбумин, находятся лишь на стадии испытаний.
- Ферментацией в клетках Escherichia coli получают рекомбинантные антикоагулянт гирудин, ингибитор ферментов апротинин, интерфероны, интерлейкин IL-2 от рака почек, факторы роста гранулоцитов и макрофагов, фактор некроза опухолей, антитела, Ti-плазмиды для генной модификации растений, аспартаткиназу.
- Из устойчивых к глифосату штаммов Escherichia coli был выделен и клонирован ген 5-0-енолпирувилшикимат-3-фосфат-синтазы (EPSP-синтазы), что привело к созданию вида соевых бобов, устойчивых к глифосату.
- Встраивание нерегулируемого гена из Escherichia coli позволяет получить помидоры с содержанием крахмала выше на 20 %.
- Повышение уровня экспрессии у картофеля гена glgB из Escherichia coli, контролирующего образование α-1,6-связей между мономерами крахмала, в присутствии промотора гена синтазы гранулированного крахмала позволяет клубням накапливать крахмал с повышенным почти на 25 % содержанием амилопектина.

## Патогенность
Непатогенные бактерии E. coli, в норме в больших количествах населяющие кишечник, могут, тем не менее, вызвать развитие патологии при попадании в другие органы или полости человеческого тела. Если бактерия попадает через отверстие в ЖКТ в брюшную полость, может возникнуть перитонит. Попав и размножившись во влагалище женщины, бактерия может вызвать или осложнить кольпит. Попадание бактерии в предстательную железу мужчины может быть патогенезом острого или хронического бактериального простатита. В таких случаях в лечение включается применение антибиотиков, проводимое таким образом, чтобы не подавлять нормальную микрофлору кишечника, иначе возможно развитие дисбактериоза.
E. coli очень чувствительна к таким антибиотикам, как стрептомицин или гентамицин. Однако E. coli может быстро приобретать лекарственную устойчивость.
Эта устойчивость бактерий к антибиотикам обусловлена: а) нарушением процесса поступления антибиотика в клетку или ускоренным его выведением из клетки (например, в результате изменения проницаемости мембраны), б) специфическими изменениями структур, являющихся мишенью действия антибиотика (изменением сайта связывания в рибосоме или молекуле ДНК), в) генетически запрограммированными ферментативными реакциями, обеспечивающими устойчивость к антибиотику.

## Желудочно-кишечные инфекции
Вирулентные штаммы E. coli в норме отсутствуют в кишечнике, и заболевание наступает при заражении алиментарным путём. Передача патогенных E. coli часто происходит фекально-оральным путём. Частые пути передачи могут быть вызваны: низкой гигиеной приготовления пищи, загрязнением продуктов навозом, поливом урожая загрязнённой водой или сточными водами, при выпасе диких свиней на пашнях, употреблением для питья воды, загрязнённой сточными водами.
Вирулентные штаммы E. coli могут вызывать гастроэнтериты, воспаления мочеполовой системы, а также менингит у новорождённых. В редких случаях вирулентные штаммы также вызывают гемолитический-уремический синдром, перитонит, мастит, сепсис и грамотрицательную пневмонию.

Низкотемпературная электронная микрофотография кластера E. coli. Увеличение в 10 000 раз. Индивидуальные бактерии представлены округлёнными цилиндрами.

Некоторые штаммы E. coli, например, O157:H7, O121,  
O104:H4 и O104:H21, синтезируют потенциально смертельные токсины. Пищевые отравления, инфекционным агентом при которых являются вирулентные E. coli, обычно вызваны употреблением в пищу немытых овощей или непрожаренного мяса.
Первичными резервуарами E. coli O157:H7 является мясной и молочный скот, который может переносить бактерии бессимптомно и выделять с фекалиями.
В случае заболеваний кишечника у новорождённых, при болезни Крона и при неспецифическом язвенном колите обнаруживают повышенные уровни E. coli в слизистых ЖКТ. Инвазивные штаммы E. coli обнаружены в воспалённых тканях, а количество бактерий в очагах воспаления коррелирует с тяжестью воспаления в кишечнике.

## Менингит новорождённых
Один из серотипов Escherichia coli содержит антиген K1. Заселение кишечника новорождённого данным серотипом бактерий при попадании бактерий из влагалища матери может приводить к менингиту. В отсутствие IgM от матери, которые не способны проникать через гемато-плацентарный барьер, и потому, что организм распознаёт K1 как собственный антиген, данный серотип вызывает тяжёлые воспаления мозга.

## Лечение фагами
Фаготерапия для лечения патогенных бактерий была разработана более 80 лет назад в Советском Союзе, где использовалась для лечения диареи, вызванной E. coli. В настоящее время фаговая терапия доступна в Центре фаговой терапии в Грузии и в Польше.
Бактериофаг Т4 является хорошо изученным фагом, инфицирующим E. coli.

## Вакцина
Исследователи разрабатывают эффективные вакцины для снижения количества случаев заражения патогенными штаммами E. coli по всему миру.
В апреле 2009 года исследователи Мичиганского университета заявили о том, что разработали вакцину для одного из штаммов E. coli. Подана заявка на патент.